# Loretta Napoleoni
Loretta Napoleoni (1955, Roma) és una economista, escriptora, periodista i analista política experta en finançament del terrorisme i és reconeguda internacionalment per haver calculat la mida de l'“economia del terror”. Napoleoni viu a Londres, Anglaterra, i a Whitefish, Montana.
Va participar de forma activa en els moviments feminista i marxista a mitjans dels 70. Fou becària dels Paul H. Nitze School of Advanced International Studies (SAIS) a la Johns Hopkins University, també va estudiar al London School of Economics. Té un màster en filosofia del terrorisme a la University of East London, un màster en relacions internacionals pel SAIS, i un doctorat en Economia per la Universitat de Roma La Sapienza. Al començament de la dècada de 1980 va treballar en el Banc Nacional d'Hongria en la conversió del florí hongarès en rubles. Interessada en el finançament del terrorisme, Napoleoni va aconsellar alguns governs en matèria d'antiterrorisme. Com a presidenta del grup de lluita contra el finançament del terrorisme per al Club de Madrid, va aconseguir unir els caps d'estat de tot el món per crear una nova estratègia per a la lluita contra el finançament de les xarxes terroristes. També és membre de la Universal Tolerance Organization.

## Llibres
- Dossier Baghdad, Roma, Newton & Compton, 1997. ISBN 88-8183-739-0.
- La nuova economia del terrorismo, Milano, Marco Tropea, 2004. ISBN 88-438-0402-2.
- Terrorismo S.p.A.,traduzione di Guido Lagomarsino, Milano, Marco Tropea, 2005. ISBN 88-438-0577-0.
- Al Zarqawi, Milano, Marco Tropea, 2006. ISBN 88-438-0581-9.
- Economia canaglia. Il lato oscuro del nuovo ordine mondiale, Milano, il Saggiatore, 2008. ISBN 9788842814863.
- I numeri del terrore. Perché non dobbiamo avere paura, con Bee J. Ronald, Milano, il Saggiatore, 2008. ISBN 9788842815358.
- La morsa. Le vere ragioni della crisi mondiale, Milano, Chiarelettere, 2009. ISBN 9788861900790.
- Maonomics. L'amara medicina cinese contro gli scandali della nostra economia, Milano, Rizzoli, 2010. ISBN 9788817039932.
- Il Contagio. Rizzoli, 2011
- Democrazia vendesi - Dalla crisi economica alla politica delle schede bianche, Rizzoli, 2013. ISBN 9788817063616.
- ISIS. Lo stato del terrore. Chi sono e cosa vogliono le milizie islamiche che minacciano il mondo, Feltrinelli, 2014. ISBN 8807172895.
- Mercanti di uomini. Il traffico di ostaggi e migranti che finanzia il jihadismo, 2017, Rizzoli, ISBN 9788817092944
- Kim Jong-Un - Il nemico necessario, Rizzoli, 2018. ISBN 978-88-17-09966-0

Publicats en català:
- El fènix islamista, 2015